# François de Troy
Francois de Troy (Toulouse, 1645 - París, 21 de noviembre de 1730) fue un pintor y grabador francés, pintor del rey Jacobo II de Inglaterra en su exilio en Saint-Germain-en-Laye y director de la Real Academia de Pintura y Escultura.
François de Troy no se debe confundir con su hijo, el pintor de retratos Jean-François de Troy (1679-1752), que estudió con él.

## Carrera
Formado en una familia de artistas, Troy nació en Toulouse, siendo hijo de Nicolás de Troy (1608 - 1684) y hermano de Jean de Troy (1638- 1691), ambos también pintores. Troy aprendió las habilidades básicas de la pintura con su padre y quizás también con Antoine Durand.
En algún momento después de 1662, Troy se fue a París para estudiar pintura con Claude Lefèbvre (1633-1675) y Nicolas Loir (1624-1679).
En 1669, Troy se casó con Jeanne Cotelle, cuñada de Nicolas Loir. En 1671 fue admitido en la Real Academia de Pintura y Escultura, y en 1674 admitido en ella como pintor de historia, presentando para su recepción una gran obra titulada Mercurio cortando la cabeza de Argos.
Sus primeros trabajos incluyen modelos para los tapices de Madame de Montespan, una de las muchas amantes de Luis XIV de Francia, y pinturas de temas religiosos y mitológicos.
En la década de 1670, se hizo amigo de Roger de Piles, quien lo introdujo a la pintura holandesa y flamenca. A la muerte de Claude Lefèbvre en 1675, Troy dio un giro a su carrera para convertirse en pintor de retratos, tratando de hacerse con los antiguos clientes de Lefèbvre. En 1679 recibió el encargo de pintar un retrato del embajador sueco Nils Bielke, y en 1680 el de María Ana de Baviera (1660-1690), poco después de su matrimonio con el heredero del trono de Francia, el Gran Delfín. Troy se convirtió en pintor de éxito muy solicitado para los retratos individuales como para los retratos de grupo. Sus clientes incluían a Madame de Montespan y a su hijo Luis Augusto de Borbón y la esposa de este, Luisa Benedicta de Borbón. Como consecuencia, Troy trabajó durante casi cincuenta años para los círculos cortesanos y la alta sociedad.
En la década de 1690 se convirtió en el pintor principal de la corte de Jacobo II de Inglaterra en su exilio en Saint-Germain-en-Laye, donde Troy fue maestro de Alexis Simon Belle. Entre 1698 y 1701, un período de paz entre Francia y Gran Bretaña, los jacobitas cruzaban el canal inglés llevando retratos del pretendiente Jacobo Francisco Eduardo Estuardo y de su hermana, la princesa Luisa María Teresa. Troy necesitó la ayuda de Belle, su mejor alumno, para producir los muchos retratos que se le encargaron.
En 1698 fue nombrado profesor de la Real Academia, y en 1708 se convirtió en su director. Troy fue también grabador. Entre sus grabados se encuentra uno realizado para el funeral en 1683 de María Teresa de Austria, esposa del rey Luis XIV.
Además de su hijo, Jean-François, fueron alumnos de Troy André Bouys, Alexis Grimou y John Closterman.